# اچ‌دی ۱۲۷۳۰۴
اچ‌دی ۱۲۷۳۰۴ یک ستاره است که در صورت فلکی گاوران قرار دارد.